# 아라이 히로후미
아라이 히로후미(新井 浩文, 본명: 박경배, 본명 한자: 朴慶培, 1979년 1월 18일~)는 대한민국의 전 배우이다.

## 인물·내력
일본 아오모리현 히로사키시에서 태어났으며, 재일 한국인 3세로서 한국명은 박경배(朴慶培)이다.
19세에 상경해, 2001년 개봉된 영화 《GO》로 데뷔했으며, 그 후로도 영화를 중심으로 활동했다.
2002년 6월, 《우울한 청춘》으로 영화 첫 주연 (마쓰다 류헤이와 공동주연)을 맡았고, 2003년엔 이 영화로 다카사키 영화제 최우수 신인남우상을 받았다.
작가 하나무라 만게쓰의 아쿠타가와상 수상작을 영화화 한 2005년 영화 《게르마늄의 밤》으로 첫 단독 주연을 맏으며, 이 영화가 제18회 도쿄 국제 영화제에 출품됐다.
2011년 10월에 개봉된 러시아·독일 합작영화 《야쿠자 걸》로 일본외 영화에 첫 출연했다.

## 출연

### 영화
- 2001년 《GO》
- 2002년 《우울한 청춘》
- 2003년 《안녕, 쿠로》
- 2003년 《조제, 호랑이 그리고 물고기들》
- 2004년 《천국의 책방: 연화》
- 2004년 《식스티 나인》
- 2004년 《피와 뼈》
- 2005년 《게르마늄의 밤》
- 2006년 《유레루》
- 2007년 《마쓰가네 난사사건》
- 2008년 《산의 사랑하는 당신》
- 2008년 《나를 둘러싼 것들》
- 2010년 《고백》
- 2011년 《슬랩스틱 브라더스》
- 2011년 《모테키》
- 2014년 《백엔의 사랑》
- 2017년 《은혼》 - 니조 역
- 2017년 《오쿠다 타미오가 되고 싶은 보이와 만나는 남자 모두를 미치게 하는 걸》
- 2017년 《사이키 쿠스오의 재난》
- 2017년 《견원》
- 2018년 《은혼 2: 규칙은 깨라고 있는 것》- 니조 역

### 드라마
- 2002년 《태양의 계절》
- 2004년 《프라이드》 제10화 - 제11화
- 2007년 《갈릴레오》 제6화
- 2008년 《아오이 유우×4개의 거짓말 카무플라주》 제2장
- 2009년 《불모지대》 제1화
- 2010년 《모테키》 시마다 유이치 역
- 2011년 《소중한 것은 전부 네가 가르쳐 주었어》
- 2012년 《속죄》 최종화
- 2012년 《고잉 마이 홈》
- 2013년 《서점원 미치루의 신상이야기》
- 2013년 《먹기만 할게》
- 2014년 《노부나가 콘체르토》 사이토 요시타쓰 역
- 2016년 《사나다마루》 가토 기요마사 역
- 2017년 《프랑켄슈타인의 사랑》아마쿠사 준페이 역
- 2018년 《몬테크리스토 백작 -화려한 복수-》 카구라 키요시 역

### 뮤직 비디오
- 드래곤 애쉬 〈쓰나가리 Sunset〉 (2008년)

## 사건

### 마사지 종업원 성폭행 사건
2019년 2월 1일, 2018년 7월 1일에 자택에서 오일마사지를 받던 도중 출장 마사지 점의 여성 종업원을 성폭행한 혐의로 체포. 이에 따라 소속 사무소 아노레가 2월 5일 자로 계약을 해지하여 사실상 연예계에서 은퇴하게 된다.
2019년 2월 21일, 도쿄지방 검찰청으로부터 강제성교죄로 기소. 같은 달 25일, 변호인으로부터 도쿄지방 재판소에 보석을 신청하여 보석금 500만 엔을 납부. 이에 검찰 측은 불복하여 준항고 하였으나, 법원에서 기각하여 다시 한번 보석을 인정함에 따라, 같은 날 밤 보석 되었다.
2019년 9월 2일, 도쿄지방 재판소에서 이루어진 첫 공판에서, 성교행위가 이루어졌다는 사실은 인정하지만, '강제성교등 죄'의 성립요건인 '상대방이 반항하지 못하게 할 정도의 폭행' 은 없었으며, 상대방이 합의했다고 착각하고 있었기 때문에 '고의성'이 성립하지 않는다고 주장했다. 또한 아라이 측은, '합의가 있었다고 착각했다' 고 진술한 것을, '동의가 있었다'는 취지의 왜곡 보도가 있었던 점에 대해 공정한 판결에 영향을 주게 될 것을 염려하여 매스컴에 정정 보도를 요구했다.
2019년 10월 23일, 검찰측이 징역 5년을 구형. 아라이측은 무죄를 주장해 결심공판이 이루어졌다.
2019년 12월 2일, 도쿄지방 재판소가 검찰측의 구형대로 징역 5년의 실형을 선고했다.